# Agrégation de littérature ancienne et moderne
L'agrégation de littérature ancienne et moderne est un concours d'agrégation de l'enseignement supérieur français, à ne pas confondre avec les agrégations de l'enseignement du second degré relatives aux mêmes champs disciplinaires. Elle n'a existé qu'en 1840, 1844 et 1848.

## Histoire
Afin de rehausser la qualité de l'enseignement dans les facultés, le ministre de l'Instruction publique Victor Cousin fait prendre le 24 mars 1840 une ordonnance créant des concours d'agrégation de l'enseignement supérieur pour plusieurs champs disciplinaires, parmi lesquels les lettres,. Les lauréats nommés au concours deviennent « agrégés des facultés » et sont amenés à suppléer des professeurs titulaires absents. Ces concours ne sont ouverts qu'à trois reprises — en 1840, 1844 et 1848 — et ne connaissent plus de sessions par la suite. Pour l'année 1840, trois postes sont créés en littérature ancienne et moderne.

## Titulaires célèbres
Eugène Géruzez, Frédéric Ozanam, Émile Egger et Adolphe Berger comptent parmi les rares lauréats de cette agrégation.